# Кубок Кар'яла 2008
Кубок Кар'яла 2008 — міжнародний хокейний турнір у Фінляндії в рамках Єврохокейтуру, проходив 6—9 листопада 2008 року у Гельсінкі та один матч у Москві.

## Результати та таблиця
| 1. | Росія     | ***      | 1:0 бул. | 1:0 | 6:2      | 3 | 2 | 1 | 0 | 0 | 8:2  | 8 |
| 2. | Чехія     | 0:1 бул. | ***      | 4:1 | 3:4 бул. | 3 | 1 | 0 | 2 | 0 | 7:6  | 5 |
| 3. | Швеція    | 0:1      | 1:4      | *** | 2:0      | 3 | 1 | 0 | 0 | 2 | 3:5  | 3 |
| 4. | Фінляндія | 2:6      | 4:3 бул. | 0:2 | ***      | 3 | 0 | 1 | 0 | 2 | 6:11 | 2 |

М — підсумкове місце, І — матчі, В — перемоги, ВО — перемога по булітах (овертаймі), ПО — поразка по булітах (овертаймі), П — поразки, Ш — закинуті та пропущені шайби, О — очки

## Найкращі гравці турніру
| Воротар  | Юган Гольмквіст   |
| Захисник | Петтері Нуммелін  |
| Нападник | Олександр Радулов |

## Команда усіх зірок
| Воротар  | Мирослав Копршива |
| Захисник | Петтері Нуммелін  |
| Захисник | Віталій Прошкін   |
| Нападник | Сергій Зинов'єв   |
| Нападник | Олексій Міхнов    |
| Нападник | Олександр Радулов |